# هدف‌گذاری دوباره

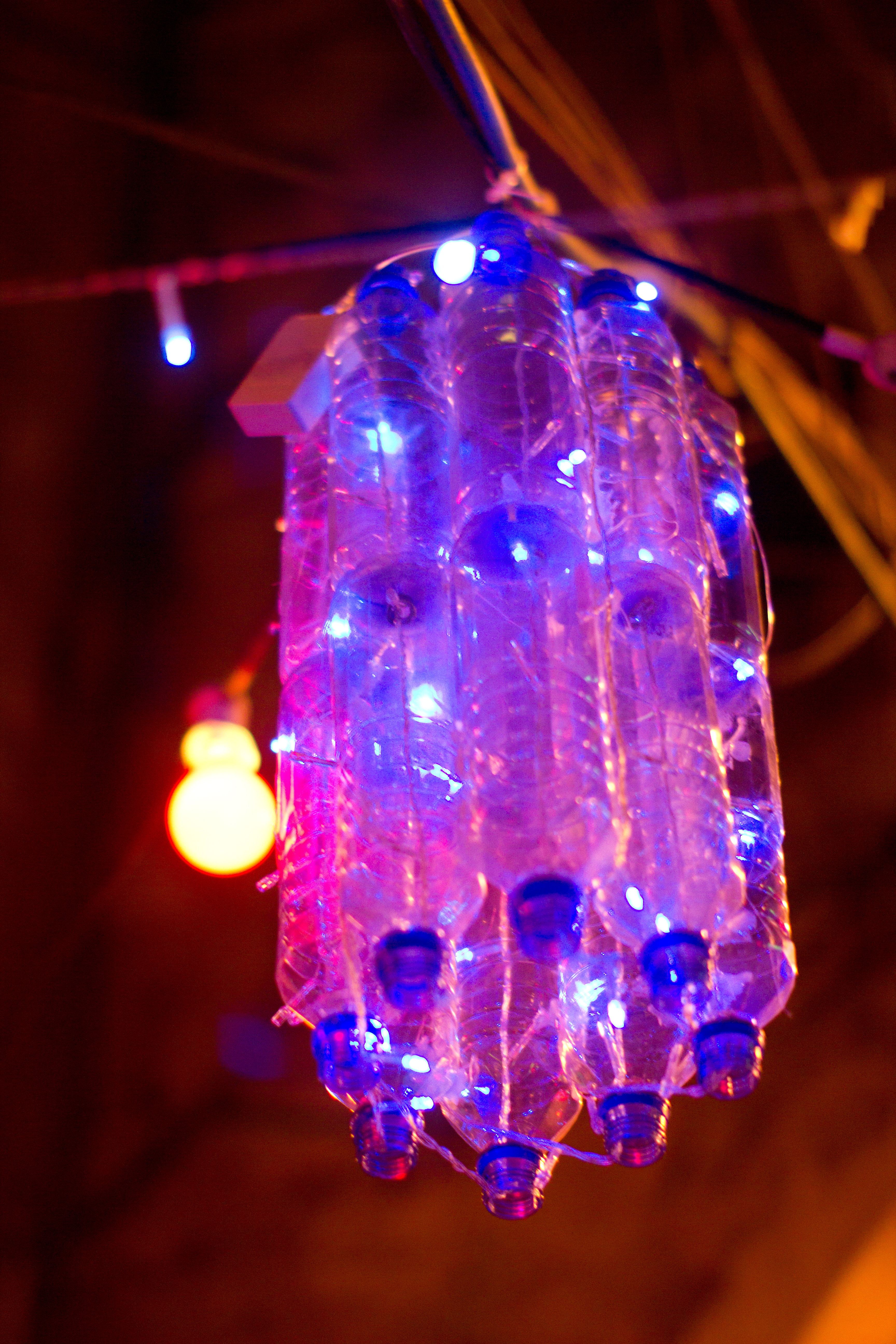
بطری‌های پلاستیکی (با چراغ‌های LED) که در ماه رمضان در محله مسلمانان اورشلیم به عنوان یک لوستر تغییر کاربری داده شدند

هدف‌گذاری دوباره یا بازهدف‌گذاری (به انگلیسی: Repurposing) فرآیندی است که در آن یک شی با یک ارزش کاربری تبدیل یا به عنوان یک شی با یک ارزش کاربری جایگزین تبدیل می‌شود.